# Parque Museo La Venta
Parque Museo La Venta é um parque e museu ao ar livre localizado na cidade de Villahermosa, capital do estado mexicano de Tabasco. Sua principal atração é a coleção de peças da cultura Olmeca.

## História, acervo e atrações

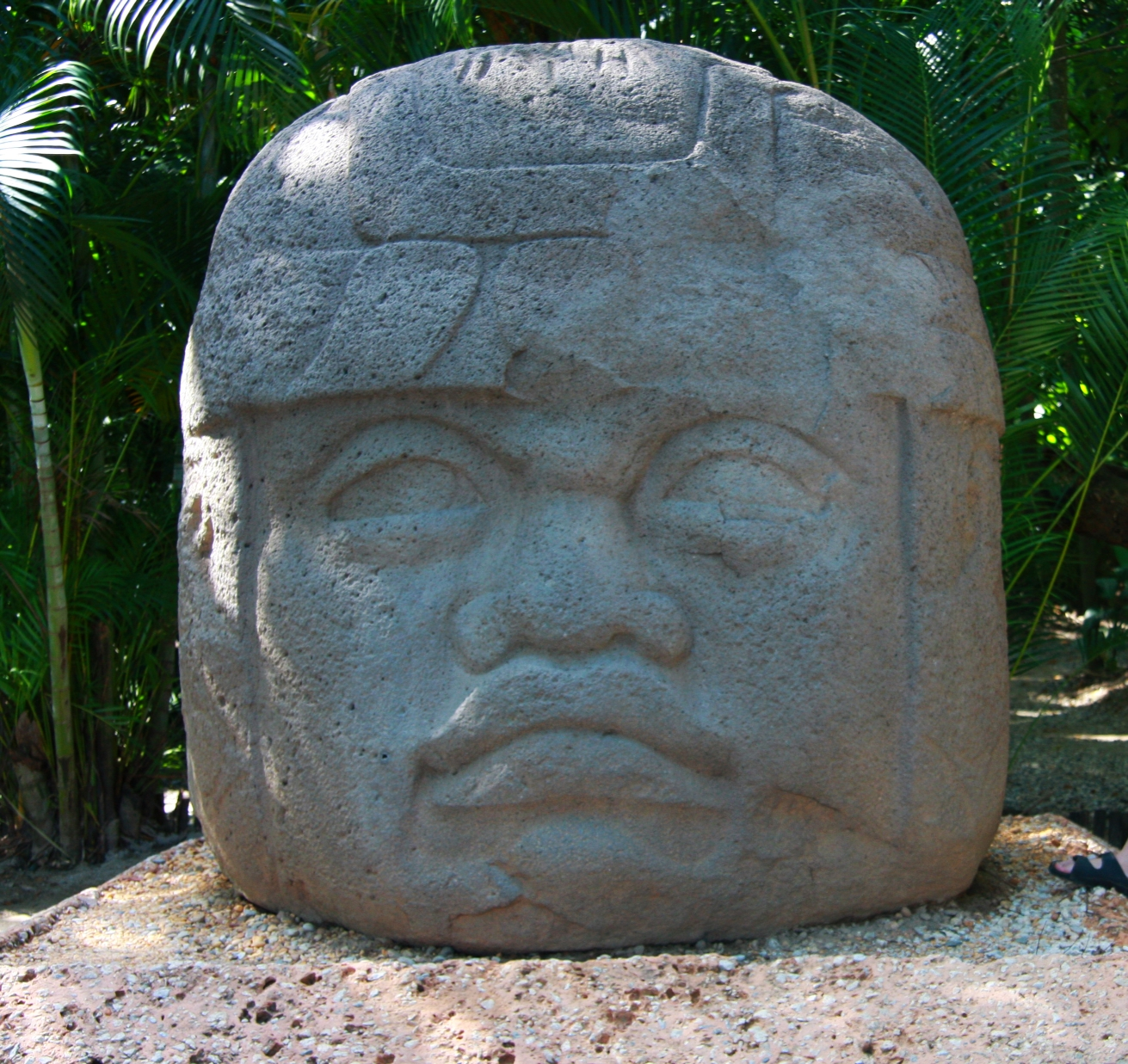
Cabeça colossal olmeca.

Descobertos por arqueólogos na década de 1920, o local só começou a ser explorado e pesquisado na década de 1940, despertando o interesse do poeta Carlos Pellicer Cámara que, em 1951, começou a organizar e a montar uma estrutura que virou um parque e museu em 4 de março de 1958, quando foi inaugurado. 
Com uma área de 6,8 hectares, apresenta sítios arqueológicos com monumentos, altares, cabeças colossais de pedras e monólitos que datam de 1.300 a 200 A.C. de uma das principais civilizações da antiga cultura pré-colombiana; os Olmecas.
Além da exposição arqueológica, o museu possui um zoológico contendo 421 espécies de animais vivos distribuídas em 8 áreas. A partir de 2005, o museu passou a oferecer, aos seus visitantes, um espetáculo de luz e som explicando a história do sítio arqueológico.